# 岡本清福
岡本 清福（おかもと　きよとみ、1894年（明治27年）1月19日 - 1945年（昭和20年）8月15日）は、日本の陸軍軍人。最終階級は中将。1936年（昭和11年）の帝国国防方針改定の主務者（参謀本部作戦班長）。

## 来歴
石川県に生まれる。
1915年（大正4年） 5月25日に陸軍士官学校を卒業し（27期砲兵科11番、全兵科 41番/761名）、12月25日に砲兵少尉に任じられて、近衛師団野砲兵第14連隊附となる。
1919年（大正8年）4月15日には砲兵中尉に昇進した。翌1920年（大正9年）に陸軍野戦砲兵射撃学校教導大隊附兼同校教官となる。
1922年（大正11年）12月14日、陸軍大学校に入学する。在学中の1924年（大正13年）3月15日に砲兵大尉に昇進し、近衛野砲兵連隊大隊副官となる。1925年（大正14年）11月27日に陸軍大学校を優等の成績でした卒業（37期）。
1926年（大正15年）1月13日に近衛野砲兵連隊中隊長に就任したが、同年12月18日には参謀本部附勤務となり、近衛野砲兵連隊附に変更された。約1年後の1927年（昭和2年）12月16日に正式な参謀本部員となる。
1929年（昭和4年）4月1日に陸軍省軍務局に転属して、ドイツ駐在となる。1930年（昭和5年）8月1日に砲兵少佐に昇進した（砲兵科同期生の序列が前年の10番から2番に上昇）。1931年（昭和6年）5月14日、在ドイツ日本国大使館附武官輔佐官となる。
1932年（昭和7年）8月8日に野砲兵第3連隊大隊長に就任して、3年ぶりに帰国した。1933年（昭和8年）8月1日に 参謀本部員に復帰する。1934年（昭和9年）8月1日に砲兵中佐に昇進。1935年（昭和10年）には参謀本部（作戦班長）と軍令部員を兼務した。
1936年（昭和11年）2月から6月まで「帝国国防方針の改定」の作業に携わった。6月19日に陸軍省軍務局課員兼陸軍大学校兵学教官となる。
1937年（昭和12年）8月2日に砲兵大佐に昇進する。
1939年（昭和14年）3月9日に野砲兵第4連隊長となるが、同年12月1日に在ドイツ国日本大使館附武官に転じ、再びドイツに駐在した。1940年（昭和15年）8月1日に少将に昇進する。
1941年（昭和16年）4月1日、参謀本部第2部長（情報）となり帰国。
1942年（昭和17年）6月には日泰攻守同盟条約慶祝答礼のためタイ王国に派遣された。同年8月17日に、南方軍総参謀副長となる。
1943年（昭和18年）7月に遣独伊連絡使節団長を務めた。同年10月29日に中将に昇進する。1944年（昭和19年）3月16日、スイス公使館附武官となる。この人事は、遣独伊連絡使節団の将校がヨーロッパ戦線の激化のため帰国の術がなくなり、ヨーロッパにとどまって情報任務に就いたという経緯による。
1945年（昭和20年）1月1日、脳溢血で倒れる。公使館のあるベルンではなく、チューリヒのホテルに住んだ。倒れた後も半身不随ながら意識ははっきりしていたが、参謀本部はフランス大使館付武官だった沼田英治少将をスイス駐在の代理武官とした。しかし、岡本の側は沼田の着任を認めなかったため、沼田が参謀本部に電報を打つ際には沼田個人の意見という但し書きをつけることになった。
1945年（昭和20年）8月15日 に、チューリヒの居宅で拳銃により自決した。

## 和平工作への関与
1945年6月頃、岡本はスイスの国際決済銀行理事で横浜正金銀行員だった北村孝治郎を呼び、アメリカに和平の希望があるのならそれに応じる用意があるという前提で、北村および同じく国際決済銀行為替部長の吉村侃の二人で和平工作に当たってほしいと依頼する。北村はスイス公使の加瀬俊一の内諾を得た上で、7月に入ってから国際決済銀行顧問だったペール・ヤコブソン を介して、アメリカの情報機関・戦略情報局(Office of Strategic Services、略称OSS。現在のCIA）でスイス支局長（ヨーロッパの責任者はロンドンにあるヨーロッパ総局のデイヴィッド・ブルース）だったアレン・ウェルシュ・ダレスと接触する（接触はヤコブソンが別個に両者と会う形でおこなわれた）。ダレスからは、日本のしかるべき筋から降伏受諾についての公式な表明があれば、直接交渉の接触に必要な準備を取るという反応を得る。これを受けて、岡本は7月18日に陸軍参謀総長の梅津美治郎宛に意見具申の電報を送ったとされる。加瀬公使もこれを受けて（岡本の電報が東郷茂徳外務大臣にも渡っていることを前提に）、スイスにおけるダレスとの和平工作を説明する電報を外務省宛に送った。しかし、岡本の電報は梅津の目に触れていなかった可能性が高く、外務省はソ連を介した和平交渉を最優先としていたため、この情報が生かされることはなかった。一方、アメリカ側ではポツダム会議前後の7月13、16、18日、8月2日付で、ダレスから統合参謀長会議や国務長官に宛てて、ヤコブソンからの情報が伝えられた。とりわけ8月2日付の報告では、岡本や加瀬が日本に和平を促す電報を打ったこと、「在スイス日本人グループ」（北村・吉村・加瀬らを指す）はポツダム宣言を戦争終結への道筋を示した文書と評価した電報を日本に打ったことが記されている。彼らは日本政府が何らかの決断を下すことを期待していること、日本のラジオが伝える内容は士気を維持するための宣伝なので真に受けぬよう求めていること、公式回答はラジオでなければ何らかのチャネルで伝えられると見ていることが述べられている。最後の報告に関しては、これをトルーマン大統領やバーンズ国務長官が読んだという証拠はない。仮に彼らがその存在を知っていたとしても、トルーマンは日本が無条件降伏を拒否することを予期し、当初から交渉に応じる考えはなかったという見解も唱えられている。
8月12日に「スイス公使館付武官」名で「天皇の御位置に関する各国の反響」という電報が陸軍省に届けられた。この中にはアメリカ政府は民主的政府樹立のために天皇が障害とならないとみなしていることや、イギリスの元駐日大使であるロバート・クレイギーが「アメリカが日本国内の混乱を避けようとするなら、皇室の維持は絶対に必要」と語ったことなどが記されていた。長谷川毅はこの情報は「武官から宮中に伝えられたと想定できる」としている。
岡本は自決に当たり、和平工作の資料を遺すよう手続を取ったとされるが、それを引き取った補佐官が戦後焼却処分としたため、現存していない。

## 栄典
外国勲章佩用允許
- 1942年（昭和17年）9月14日 - タイ王国：王冠第一等勲章[24]